# Bhagalpur (Bihar)
Bhagalpur (Hindi भागलपुर) ist eine Stadt im Osten des indischen Bundesstaats Bihar; die Stadt ist Verwaltungssitz des gleichnamigen Distrikts. Bhagalpur bildet den drittgrößten Ballungsraum im Bundesstaat Bihar.

## Lage und Klima
Bhagalpur liegt auf dem Südufer des Ganges gut 250 km (Fahrtstrecke) östlich von Patna und nahe der Grenze zum Bundesstaat Bengalen in einer Höhe von ca. 43 m. Das Klima ist warm bis heiß; Regen (ca. 1205 mm/Jahr) fällt eigentlich nur während der sommerlichen Monsunzeit.

## Bevölkerung
| Jahr      | 1901   | 1951    | 2001    | 2011    |
| Einwohner | 75.760 | 114.530 | 340.767 | 400.146 |

Beim Census des Jahres 2011 waren ca. 70 % der Einwohner Hindus und etwa 29 % Moslems. Die übrigen Religionen Indiens bildeten zahlenmäßig kleine Minderheiten. Der Anteil der männlichen Einwohner überstieg den der weiblichen um ca. 10 %.

## Wirtschaft
Das Umland von Bhagalpur ist überwiegend landwirtschaftlich geprägt. Wegen ihrer etwa 200-jährigen traditionsreichen Seidenverarbeitung trägt die Stadt den Beinamen Silk City. Seide aus Bhagalpur ist unter der Bezeichnung Tussah oder Tassar über Indien hinaus bekannt. Die Zahl der Seidenwebstühle in Bhagalpur wurde auf 25.000 geschätzt mit 35.000 Webern. Die wirtschaftlichen Bedingungen der meist kleinen Betriebe sind oft prekär.

## Geschichte
Die Region, in welcher Bhagalpur liegt, trägt im Mahabharata den Namen Anga. Unter den Moguln und unter den Briten entwickelte sich die Stadt. In den 1780er Jahren endete hier der Mal-Paharia-Aufstand des Tilka Majhi mit seiner Hinrichtung. Im Jahr 1864 erhielt sie den Status einer Nagar Palika. Seit dem 15. April 1981 ist die in 51 Wards Stadt eine Municipal Corporation (Nagar Nigam).

## Sehenswürdigkeiten
Die schnellwachsende Stadt hat – außer einem kolonialzeitlichen Uhrturm (clocktower) – keine historischen Bauwerke.
Umgebung

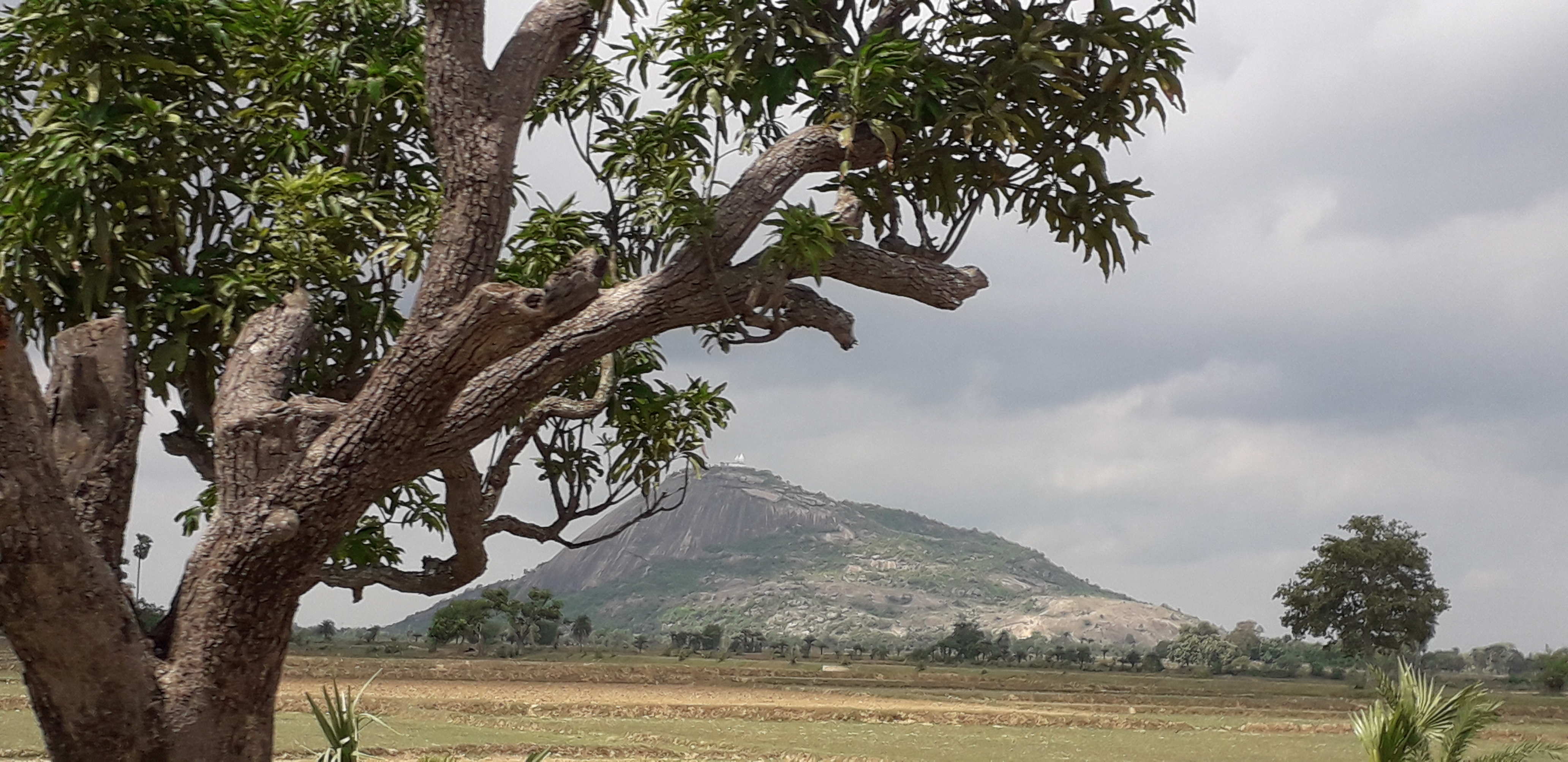
Mandar Hill

- Im ca. 5 km südwestlich gelegenen Dorf Champapuri, einer ehemals sowohl politisch als auch wirtschaftlich bedeutenden Stadt, steht eine im Jahr 2014 eingeweihte ca. 9,50 m hohe Jain-Statue des 12. Tirthankara Vasupujya.
- In der ca. 26 km westlich gelegenen Stadt Sultanganj befindet sich der dem Gott Shiva geweihte Ajgaivinath Temple.
- Die Ruinenstätte der ca. 40 km nordöstlich gelegenen ehemaligen buddhistischen Vikramashila-Universität sind einen Besuch wert.
- Der ca. 45 km südlich gelegene und ca. 270 m hohe Mandar Hill ist sowohl geologisch als auch kulturell interessant.

## Persönlichkeiten
- Kadambini Ganguly (1862–1923), Medizinerin
- Birendra Nath Sircar (1901–1980), Filmproduzent und Filmfunktionär
- Ashok Kumar (1911–2001), Filmschauspieler, Filmregisseur und Filmproduzent
- Buddhadev Das Gupta (1933–2018), Sarod-Spieler
- Maharani Chakravorty (1937–2015), Biologin und Hochschullehrerin
- Raj Kamal Jha (* 1966), Zeitungsherausgeber und Autor
- Aisha Sharma (* 1992), Schauspielerin und Model